# Liste der Mitglieder der Deutschen Akademie der Naturforscher Leopoldina/1816
Die Liste der Mitglieder der Deutschen Akademie der Naturforscher Leopoldina für 1816 enthält alle Personen, die im Jahr 1816 zum Mitglied ernannt wurden. Insgesamt gab es 15 neu gewählte Mitglieder.

## Mitglieder
| Nr.  | Name                                         | Beiname           | Geboren       | Aufnahme | Gestorben     | Bild                                         | Datenbank |
| ---- | -------------------------------------------- | ----------------- | ------------- | -------- | ------------- | -------------------------------------------- | --------- |
| 1054 | Christian Gottfried Daniel Nees von Esenbeck | Aristoteles III.  | 14. Feb. 1776 | 3. Mai   | 16. März 1858 | Christian Gottfried Daniel Nees von Esenbeck | 5809      |
| 1055 | Joseph Ignaz Döllinger                       | Eustachius I.     | 27. Mai 1770  | 3. Mai   | 14. Jan. 1841 | Joseph Ignaz Döllinger                       | 2456      |
| 1056 | Johann Salomon Christoph Schweigger          | Richter I.        | 8. Apr. 1779  | 3. Mai   | 6. Sep. 1857  | Johann Salomon Christoph Schweigger          | 5198      |
| 1057 | Franz Joseph Schelver                        | Aretaeus VI.      | 23. Juli 1778 | 3. Mai   | 30. Nov. 1832 |                                              | 6417      |
| 1058 | Joseph Bernhard von Harz                     | Euergetes I.      | 19. Dez. 1760 | 6. Mai   | 29. Nov. 1829 | Bernhard Joseph Hartz                        | 3676      |
| 1059 | Ambrosius Rau                                | Isidorus II.      | 7. März 1784  | 6. Mai   | 26. Jan. 1830 |                                              | 6128      |
| 1060 | Karl Friedrich Philipp von Martius           | Callisthenes III. | 17. Apr. 1794 | 12. Mai  | 13. Dez. 1868 | Karl Friedrich Philipp von Martius           | 5553      |
| 1061 | Christian Ernst von Wendt                    | Perikles I.       | 26. Mai 1778  | 20. Jul. | 15. Okt. 1842 |                                              | 2545      |
| 1062 | Franz Paula von Schrank                      | Plinius IX.       | 21. Aug. 1747 | 20. Jul. | 22. Dez. 1835 | Franz Paula von Schrank                      | 6522      |
| 1063 | Samuel Thomas von Sömmerring                 | Vesalius          | 28. Jan. 1755 | 20. Jul. | 2. März 1830  | Samuel Thomas von Sömmerring                 | 6701      |
| 1064 | Philipp Franz von Walther                    | Podalirius VII.   | 4. Jan. 1781  | 24. Jul. | 29. Dez. 1849 | Philipp Franz von Walther                    | 7156      |
| 1065 | Sigismund Karl vom Stein zum Altenstein      | Isokrates II.     | 7. Okt. 1770  | 26. Aug. | 14. Mai 1840  | Sigismund Karl vom Stein zum Altenstein      | 1618      |
| 1066 | Karl Wilhelm Gustav Kastner Kastner          | Paracelsus I.     | 31. Okt. 1783 | 28. Dez. | 13. Juli 1857 |                                              | 4075      |
| 1067 | Andreas Laubreis                             | Mundinus III.     | 25. Okt. 1778 | 28. Dez. |               |                                              | 4865      |
| 1068 | Dietrich Georg von Kieser                    | Scheuchzer I.     | 24. Aug. 1779 | 31. Dez. | 11. Okt. 1862 | Dietrich Georg von Kieser                    | 4587      |

## Hinweis zu den Lebensdaten
In der Liste sind zunächst die Lebensdaten gemäß Archiv der Leopoldina aufgenommen. Diese beziehen sich auf die Angaben gem. Neigebaur (1860) und Ule (1889). Die Lebensdaten im Namensartikel können daher von den Lebensdaten in der Liste abweichen.